# Cephalocereus nizandensis
Cephalocereus nizandensis ist eine Pflanzenart in der Gattung Cephalocereus aus der Familie der Kakteengewächse (Cactaceae). Das Artepitheton nizandensis verweist auf das Vorkommen der Art beim Nizanda am Isthmus von Tehuantepec im mexikanischen Bundesstaat Oaxaca.

## Beschreibung
Cephalocereus nizandensis wächst mit aufrechten, zylindrischen, eingeschnürten, anfangs nicht verzweigten, leuchtend grünen Trieben und erreicht bei Durchmessern von 12 bis 15 Zentimetern Wuchshöhen von 2 bis 3 Metern. Es sind 25 bis 28 stumpfe Rippen vorhanden. Die etwa 6 aufwärts gerichteten, dicken, steifen Mitteldornen sind gelb und bis 1 Zentimeter lang. Die 16 weißlich gelben Randdornen sind sehr schlank, biegsam und 1,5 bis 3 Zentimeter lang. Das endständige Pseudocephalium besteht aus gelblich braunen, seidigen Haaren und 2 bis 3 Zentimeter langen Dornen.
Die röhren- bis glockenförmigen Blüten sind rosafarben und haben eine Länge von bis 4 Zentimetern. Ihr Perikarpell ist mit kleinen spitz zulaufenden, dreieckigen Schuppen und biegsamen Haaren besetzt.

## Verbreitung, Systematik und Gefährdung
Cephalocereus nizandensis ist im mexikanischen Bundesstaat Oaxaca verbreitet.
Die Erstbeschreibung als Neodawsonia nizandensis wurde 1959 durch Helia Bravo Hollis und Thomas Baillie MacDougall veröffentlicht. Franz Buxbaum stellte die Art 1965 in die Gattung Cephalocereus.
In der Roten Liste gefährdeter Arten der IUCN wird die Art als „Vulnerable (VU)“, d. h. als gefährdet geführt.

## Nachweise